# Parque nacional Aggol
El Parque nacional Aggol (en azerí: Ağ göl Milli Parkı) es un parque nacional de Azerbaiyán. Fue establecido por decreto del Presidente de Azerbaiyán, Ilham Alíyev, en una zona entre las divisiones administrativas del rayón de Aghyabadi y el de Beylagan, el 5 de julio de 2003, sobre la base de la primera Reserva estatal de Aggol y la Reserva de Caza de Aggol, a las que sustituyó. Posee una superficie de 17 924 hectáreas (179,24 kilómetros cuadrados).
Una gran parte del parque está constituida por el lago Aggol, una zona reconocida internacionalmente por su importancia mundial. El parque fue declarado área importante para las aves (IBA) por BirdLife International, e incluido en la lista de Ramsar en 2001, designado como humedal de importancia internacional.